# Wyoma leucostega
Wyoma leucostega är en fjärilsart som beskrevs av Edward Meyrick 1932. Wyoma leucostega ingår i släktet Wyoma och familjen äkta malar.
Artens utbredningsområde är Sierra Leone. Inga underarter finns listade i Catalogue of Life.